# Hugues de Noé
Hugues de Noé (né vers 1400 et mort en 1450) fut maître d'écurie du roi Charles VII de France, chambellan du roi et capitaine gouverneur.

## Biographie
Hugues de Noé naquit au château de Noé, ancienne seigneurie du Languedoc, située dans le diocèse de Rieux. Il avait deux frères aînés, Jean qui mourut en 1398 et Bertrand qui combattit dans l'armée royale et fut, comme son frère cadet Hugues, chambellan du roi Charles VII.
Devenu comte de Ponthieu, il commença par être premier écuyer du dauphin Charles, futur roi de France, qu'il servit jusqu'à sa mort. Ils avaient sensiblement le même âge.
Hugues de Noé fut un fidèle serviteur et rendit de multiples services et aides au futur souverain durant la guerre de Cent Ans, notamment dans la lutte des Armagnacs contre les Bourguignons. Ce dernier en remerciement pour la confiance qu'il lui accordée, le gratifia de fonctions importantes : En 1425, il devint maître de son Écurie royale, puis Maître d'Hôtel, échanson de la Cour ainsi que chambellan et fit partie des proches conseillers du roi. Par la suite, Charles VII le nomma capitaine gouverneur de Roquemaure en Languedoc.
Le roi le distingua en lui attribuant le titre de grand officier de la couronne en l'élevant au rang de grand écuyer de France.

## Sources
- Dictionnaire de la Noblesse, De La Chenaye-Desbois 1776
- Dictionnaire généalogique, héraldique, chronologique et historique, Paris 1757